# 食品館ピボット
食品館ピボット（しょくひんかんピボット）は、JR東日本100%出資の子会社、JR東日本東北総合サービスが運営しているスーパーマーケットチェーンである。事業内容のうち、「生活密着型ショッピングセンター」にあたる。

## 店舗

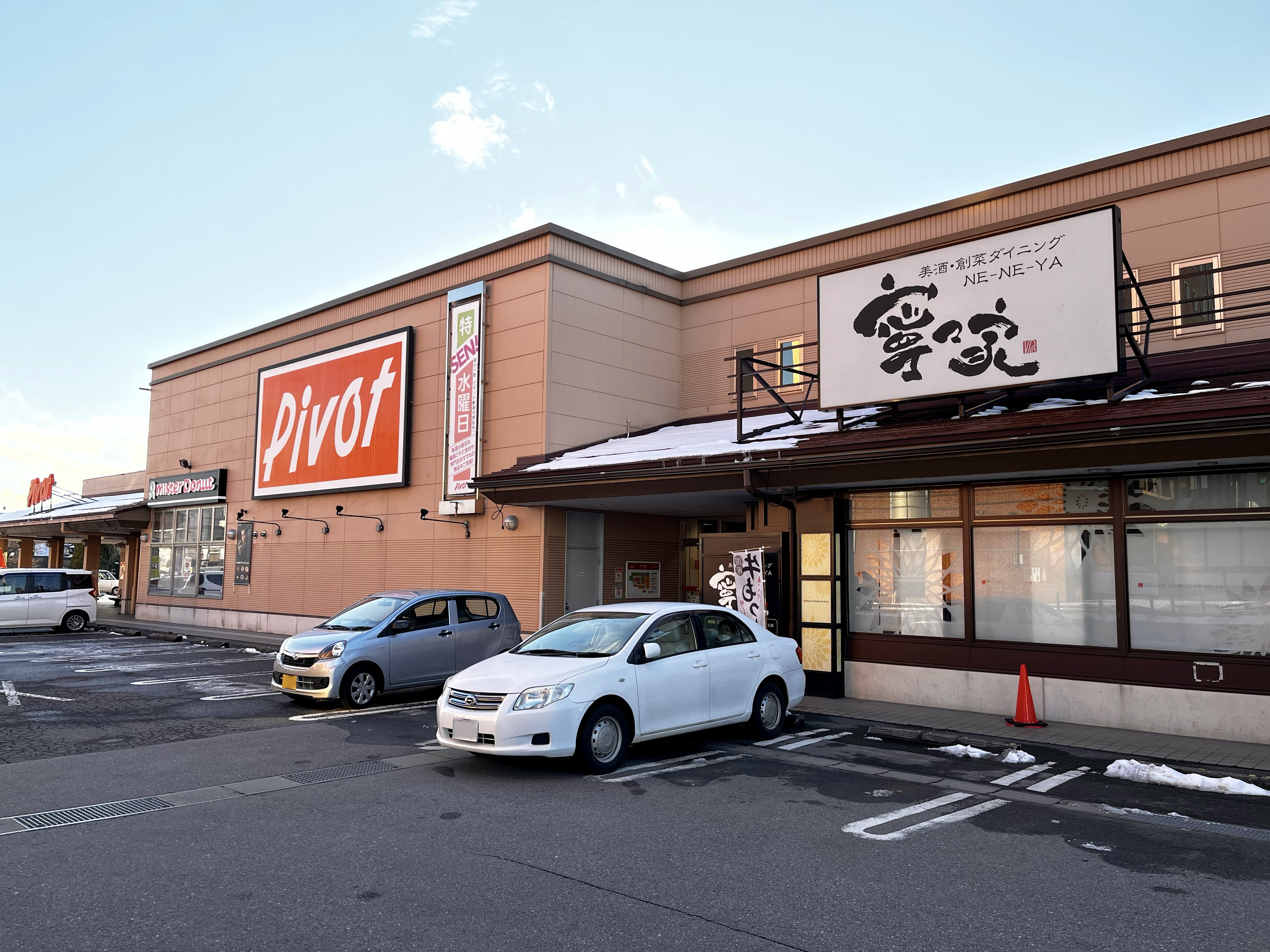
会津若松駅に隣接する会津若松店。

### 宮城県
- 仙台原ノ町店:陸前原ノ町駅隣接、2002年7月2日開店[1]

### 福島県
- 福島店:福島駅西口構内（パワーシティピボット）
テナントとしてザ・ダイソー、マクドナルド、岩瀬書店等も出店
- 郡山店:郡山駅西口構内（1991年4月17日開店[2]）
テナントとしてジュピターコーヒー、マクドナルド等も出店
- 会津若松店:会津若松駅隣接
テナントとしてミスタードーナツ等も出店